# Província de Papua Occidental
Papua Occidental (en indonesi: Papua Barat; antigament Irian Jaya Occidental o Irian Jaya Barat) és una província d'Indonèsia a l'extrem occidental de l'illa de Nova Guinea. Està formada per la península de Doberai i les illes circumdants.
La província té una població d'aproximadament 622.000 habitants i és una de les menys poblades de totes les províncies indonèsies. La capital és a Manokwari. La província es divideix administrativament en set regències (kabupaten) i una ciutat (kota):
- Fakfak (Fak-Fak)
- Kaimana
- Manokwari
- Raja Ampat (capital Waisai)
- Sorong
- Sorong (ciutat)
- Sorong Selatan (capital Teminabuan)
- Teluk Bintuni (capital Bintuni)
- Teluk Wondama (capital Rasiei)

Papua occidental era creada a la part occidental de la província de Papua el febrer del 2003. La divisió roman controvertida. Els que li donen suport, incloent-hi el govern central de Jakarta i els immigrants de qualsevol altre lloc d'Indonèsia, sostenen que la creació de la nova província ajudarà a assegurar la gestió eficaç dels recursos i una distribució més justa dels serveis. Però per als mateixos habitants de Papua es veu com una violació dels drets autonòmics especials i com un esforç per reprimir el moviment separatista papú.
El novembre del 2004, un tribunal indonesi acceptava que la divisió violava els drets d'autonomia de Papua. Tanmateix, determinava que com que la província nova ja s'havia creat, hauria de romandre separada de Papua. La sentència, però, prohibia la creació d'una altra província proposada, Papua Central, al·legant que la divisió encara no s'havia dut a terme.